# Mhalia
Mhalia ou  Miilya est une petite municipalité arabe chrétienne du nord de la Galilée occidentale. Elle est connue pour le Castellum Regis, château fort croisé, qui domine la localité. Sa population était de 2 827 habitants en 2007 et son territoire s'étend sur 1 365 dunams.

## Historique

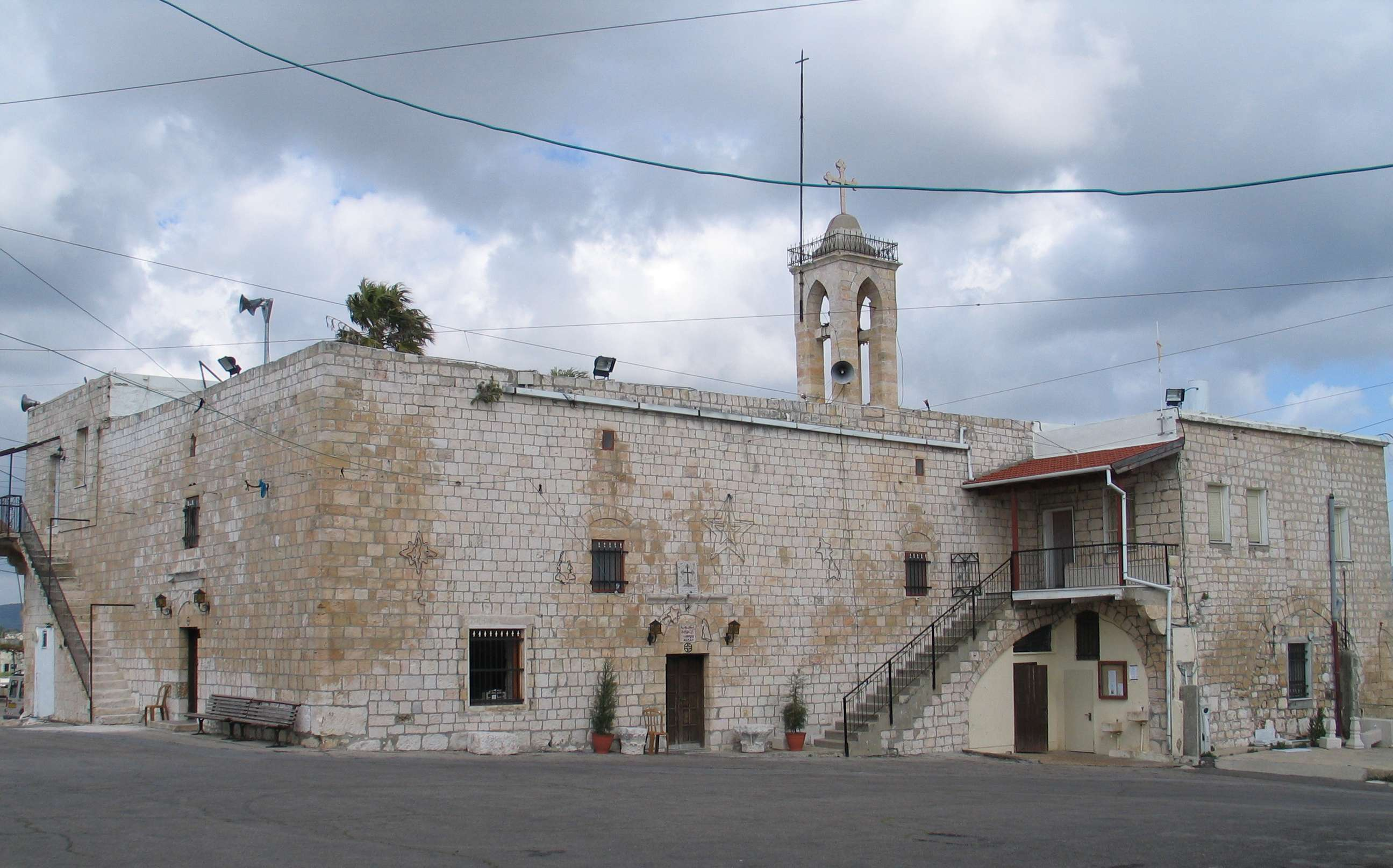
Vue de l'église de l'Annonciation grecque-catholique (melkite) sur les vestiges du Castellum Regis

Les fouilles archéologiques ont apporté la preuve que l'endroit est habité depuis la fin de l'âge du bronze et l'âge du fer. Des vestiges et objets des époques hellénistique, romaine, byzantine, croisées, mamelouk et ottomane donnent des indications sur le mode de vie des habitants.
Un village prend corps à l'époque du royaume de Jérusalem, lorsqu'est construit au début du XIIe siècle, le Château du Roi (Castellum Regis). Il tombe en décadence, à l'époque de l'invasion des Mamelouks.
En 1596, les registres d'imposition de l'époque ottomane recensent au village une population de quinze foyers musulmans et deux foyers chrétiens. En 1881, les sources écrites décrivent un village de maison de pierre bien bâties avec une population de 450 habitants, tous chrétiens, et entouré de champs d'oliviers et de terres arables.
Le recensement de 1931 de la Palestine mandataire comptabilise au village 553 chrétiens, 25 musulmans et un Druze. Après la Seconde Guerre mondiale Mhalia comptait 800 chrétiens pour une centaine de musulmans. Le village a été incorporé au nouvel État d'Israël en mai 1948 et a été élevé au statut de municipalité en 1957.